# Аллея Дорога Жизни
Алле́я Доро́га Жи́зни (название с 1987 года) — пешеходная аллея в Северо-Западном административном округе города Москвы на территории района Строгино.

## История
После сноса деревни Строгино в 1979 году ветераны Ладожской Дороги жизни, Московская секция ветеранов войны, активно подключились к озеленению нового района Строгино. Одним из активных организаторов посадок деревьев был бывший председатель Совета ветеранов ледовой трассы «Дорога жизни» В.В. Юмашев (1910-1993)  В 1941 году он был командиром 21-го отдельного дорожно-эксплуатационного батальона 102-й военно-автомобильной дороги (названной Дорогой жизни), заместителем командира порта — 1-м комендантом Дороги жизни, командиром  6-го отдельного дорожного рабочего батальона..
В 1981 году первыми к посадкам приступили ветераны Дороги жизни, позже к ним подключились Советы армий. Ветеранам Совета «Дорога жизни» было дано посадить 30 деревьев. В.В. Юмашев привлёк молодежь. Они при помощи пионеров 654 школы Володарского района, 156 СПТУ и курсантов Московского Высшего Командного училища дорожных инженерных войск посадили 864 дерева вдоль бывшей улицы Центральной в деревне Строгино.
В 1987 году ветераны Совета «Ладожской Дороги жизни» обратились в Моссовет с просьбой назвать автобусные остановки находящиеся рядом с посаженной аллеей – «Аллея Дорога жизни». Моссовет в 1987 году утвердил название "Аллея Дорога жизни". Аллея получила своё название в  честь Дороги жизни, проложенной по льду Ладожского озера, — единственному пути к осаждённому Ленинграду.
PS. В настоящее время "Аллея Дорога жизни" на карте Яндекса проходит мимо исторических посадок ветеранами ледовой трассы «Дорога жизни» и памятных стендов, установленных в 1985 году.

## Расположение
Аллея Дорога Жизни проходит от Строгинского шоссе на северо-восток до Москвы-реки, поворачивает на северо-запад и проходит по берегу Москва-реки вдоль улицы Исаковского, не доходя до МКАД, поворачивает на юг и проходит до улицы Исаковского и Неманского проезда. По аллее Дорога Жизни не числится домовладений.

## Транспорт

### Наземный транспорт
По аллее Дорога Жизни не проходят маршруты наземного общественного транспорта. У юго-восточного конца аллеи расположены остановка «Воднолыжный стадион» автобусов № 137, 310, 638, 640, 687, 798 (на Строгинском шоссе) и остановка «Улица Исаковского, д. 33» автобусов № 137, 310, 638, 640, 687, трамваев № 10, 15, 21, 30 (на улице Маршала Катукова), у северо-западного, на улице Исаковского и Неманском проезде, — остановка «Улица Исаковского, д. 2» автобусов № 631, 652, 687, на улице Исаковского, вдоль которой проходит аллея, расположены остановка «Аллея Дорога Жизни», остановка «Аллея Генерала Корчагина» и остановка «Памятник героям войны» автобусов № с11, 654, 687, остановка «3-й микрорайон Строгина» автобусов № с11, 631, 652, 654, 687, остановка «Улица Исаковского, д. 6» автобусов № 631, 652, 687.

### Метро
- Станция метро «Строгино» Арбатско-Покровской линии — юго-западнее аллеи, на Строгинском бульваре.